# Lafayette (BART)
Lafayette es una estación en la línea Pittsburg/Bay Point–SFO/Millbrae del BART. La estación se encuentra localizada en 3601 Deer Hill Road en Lafayette, California. La estación Lafayette fue inaugurada el 21 de mayo de 1973. El Distrito de Transporte Rápido del Área de la Bahía es la encargada por el mantenimiento y administración de la estación.

## Descripción
La estación Lafayette cuenta con 1 plataforma central y 2 vías. La estación también cuenta con 1,629 de espacios de aparcamiento.

## Conexiones
La estación es abastecida por las siguientes conexiones de autobuses: 
- County Connection: Ruta 6, 25 (de lunes a viernes solamente) y 250